# 新世界創造記・後編
『新世界創造紀・後編』（しんせかいそうぞうき・こうへん）は、WEAVERのアルバム。2010年9月29日にA-Sketchから発売された。

## 概要
前作『新世界創造記・前編』から約1か月ぶりにリリースされ、WEAVERとしてはメジャーデビュー後3作目のアルバム作品で、前作と今作での二部作となっている。
シングル「Hard to say I love you 〜言い出せなくて〜」と前作『新世界創造記・前編』同様、東京事変の亀田誠治がプロデュースとして参加している。
初回盤と通常盤があり、初回プレス盤にはボーカル・杉本雄治による前作に収録されている全7曲のピアノ独奏曲集が収められている。また、付属しているパスワードと、前作に封入されているWEAVER　Second TOUR 2010「新世界創造記」ツアーチケットの受付先行パスワードの2つを携帯電話で入力してアンケートに回答すると、「新世界創造記オリジナル待受フラッシュ」がプレゼントされる。

## 収録内容
| 全作詞: 河邉徹、全編曲: WEAVER、亀田誠治。 | |           |          |      |
| #                                          | タイトル | 作詞      | 作曲     | 時間 |
| 1.                                         | 「愛のカタチ」 | 河邉徹    | 奥野翔太 | 4:21 |
| 2.                                         | 「新世界」 | 河邉徹    | 杉本雄治 | 4:34 |
| 3.                                         | 「最終バス」 | 河邉徹    | 杉本雄治 | 4:41 |
| 4.                                         | 「旅立ちの唄」 | 河邉徹    | 杉本雄治 | 4:39 |
| 5.                                         | 「BLUE」 | 河邉徹    | 杉本雄治 | 4:08 |
| 6.                                         | 「管制塔」 | 河邉徹    | 杉本雄治 | 4:39 |
| 7.                                         | 「She〜キミが最初でよかった〜」                                                                                               | 河邉徹    | 杉本雄治 | 5:39 |
| 8.                                         | 「僕らの永遠〜何度生まれ変わっても、手を繋ぎたいだけの愛だから〜(Acoustic Version)」(初回プレス盤ボーナストラック)            | 河邉徹    | 杉本雄治 | 5:40 |
| 9.                                         | 「心の中まで (Piano Instrumental Version)」(初回プレス盤ボーナストラック)                                                     | 河邉徹    | 杉本雄治 | 1:14 |
| 10.                                        | 「Hard to say I love you 〜言い出せなくて〜 (Piano Instrumental Version)」(初回プレス盤ボーナストラック)                      | 河邉徹    | 杉本雄治 | 3:04 |
| 11.                                        | 「僕らの永遠〜何度生まれ変わっても、手を繋ぎたいだけの愛だから〜 (Piano Instrumental Version)」(初回プレス盤ボーナストラック) | 河邉徹    | 奥野翔太 | 4:20 |
| 12.                                        | 「やさしい詩 (Piano Instrumental Version)」(初回プレス盤ボーナストラック)                                                     | 河邉徹    | 杉本雄治 | 3:47 |
| 13.                                        | 「君と僕のテーマソング (Piano Instrumental Version)」(初回プレス盤ボーナストラック)                                           | 河邉徹    | 杉本雄治 | 3:53 |
| 14.                                        | 「つよがりバンビ (Piano Instrumental Version)」(初回プレス盤ボーナストラック)                                                 | 河邉徹    | 杉本雄治 | 3:14 |
| 15.                                        | 「ティンカーベル (Piano Instrumental Version)」(初回プレス盤ボーナストラック)                                                 | 河邉徹    | 杉本雄治 | 3:35 |
| 合計時間:                                  | 合計時間: | 合計時間: | 61:28    |      |

## タイアップ
| 年     | 楽曲   | タイアップ                                               |
| ------ | ------ | -------------------------------------------------------- |
| 2010年 | 管制塔 | テレビ朝日系『お願い!ランキング』9月度エンディングテーマ |